# 리승엽
리승엽(한국 한자: 李承燁, 1905년 2월 8일~몰년(1956년 7월 30일? 이후 사형 집행 추정) 미상)은 일제 말기 시대의 친일 공산주의 운동가(친일 대화숙 성향 세력으로 전향된 전직 공산주의 운동가)였으며, 북 정부 개창 초기 시대의 정치인이었었다. 본은 인천(仁川)이고, 대한제국 시대 경기 부평 출생이다.
그는 일찍이 조선공산당 창설에 관여하였고, 박헌영의 참모로도 활약하였으며, 일제강점기 말기 내내 노동자 파업 쟁의 활동을 배후 조종 및 진두 지휘한 그는 1945년 8·15 을유 광복 이후 1946년 남조선로동당 창당 등에 참여하였다. 또한 그는 1948년 1월 6일 이후 월북, 평양에서 조선민주주의인민공화국 통합 조선로동당 초대·제2대 정치위원장을 지냈으며, 이후 조선민주주의인민공화국 통합 조선로동당 정치위원장(제2대 조선민주주의인민공화국 통합 조선로동당 정치위원장 연임)을 겸한 인민검열위원장(신임 초대 조선민주주의인민공화국 통합 조선로동당 인민검열위원장)을 지내다가 조선민주주의인민공화국 통합 조선로동당 인민위원회 총비서장 대리를 거쳐 그 이후로 조선민주주의인민공화국 초대 내각 사법상 겸 내각경호실 차장을 거쳐 내각경호실 차장 겸 국가검열상 등을 역임하다가 국가검열상 퇴임 이후에는 북조선 내각경호실 차장 직을 유임하였다.
1953년 3월 5일, 박리 미제 고용 간첩 사건(朴李 美帝 雇用 間諜 事件)에 전격 연좌 조치 처분되어 그로부터 3년 4개월 후 1956년(또는 1954년) 7월 30일에 사형(총살형) 집행으로써 단죄되었다.

## 생애

### 생애 초기
대한제국 경기도 부평군 부평면 성재리에서 가난한 뱃사공의 아들로 출생하였고 지난날 한때 1908년에서부터 1913년까지 경기도 부천군에서 잠시 유아기를 보낸 적이 있는 그는 1913년 이후 경기도 인천부에서 성장하였다. 그의 아버지는 뱃사공으로 일을 하다가 나중에 여관을 운영하였다. 그는 보통학교를 졸업한 뒤 경기도 인천고등상업학교에 진학하였다. 인천고등상업학교 재학 중 1919년 3·1운동에 가담하여 퇴학 조치 처분을 받았다. 이후 공장에 취직하여 노동자로 생활하다가 열악한 근무 환경에 분개하여 노동운동가가 되었다. 이후 1923년 조선공산당청년동맹에 가입하였다.

### 노동 운동 및 정치 활동
1924년 제1차 조선공산당 창건 작업에 참여하였고 이어 같은 해(1924년) 9월 조선일보에 입사하여 기자가 되었다. 그러나 이듬해(1925년) 8월, 조선일보 기자 직위를 사직하였으며 같은 해(1925년) 9월, 화요회 계열의 주도로 인하여 조선공산당이 창당되자 입당하였으며, 이후 노동 운동을 하며, 조선노동총동맹 중앙집행위원 등을 역임하였다. 그 뒤 1926년 1월 16일, 공산당 조직 관련 혐의로 조선총독부에 피체되었다가 석방되기도 하였다.
1930년 경상남도 부산에서 박장송(朴長松), 안영달(安永達), 김형윤(金炯潤) 등과 함께 지하에서 《전조선 피압박 및 피착취 계급에 격(檄)함》이라는 전단을 제작 및 배포하려다 검거되어 부산반전반제사건의 주모자로 지목되었다. 1931년 박헌영·김단야 등과 뜻을 같이 모아 조선공산당 재건운동을 했으나 일경에 체포되어 좌절되었다. 이후 서대문형무소에서 4년간 복역하고 1935년 출감하였다.
1937년 함경남도 함흥에서의 제4차 조선공산당 청년동맹 사건으로 붙잡혀 1939년까지 복역하였다. 이후 1941년 1월, 야마토주쿠에서 활동하면서 변절했다.

### 광복 이후

#### 조선공산당 재건과 정치 활동
1945년 8·15 광복 직후에 장안파 공산당 제2비서가 되었으나 8월 16일 박헌영이 귀환하여 통일재건 조선공산당 재창 당시에는 박헌영계의 재건파와 합류하여 활동했으며 재건파 공산당으로 건너가 정치국 국원으로 활동하였으며 건국준비위원회에도 가담했다. 1945년 9월 13일 재건파 조선공산당 정치국원에 선임되고 조선인민공화국 중앙인민위원회 사법부장 대리 등을 지냈다.
1945년 11월 1일, 조선공산당 중앙위원회 위원에 선출되었다. 1946년 2월 2일, 려운형(조선인민공화국 국가주석 권한대행 역임)이 주도한 조선인민공화국이 결국 해체되자 같은 해(1946년 2월 21일), 민족주의민족전선에 가담하였다. 이후 조선공산당이 조선인민당, 조선신민당 등과 통합하여 남조선로동당의 창당 조직에 참여했다. 남조선로동당이 창당되자 남조선로동당 중앙위원에 선출됐다. 1946년 6월 1일, 남조선로동당 경기도 책임당무위원장 직을 부여받았고, 이어 박헌영으로부터 남조선로동당의 기관지 성격을 띈 신문이던 《해방신문》의 주필 겸 편집국장 자리를 넘겨받았다. 이후 〈해방신문〉의 주필 겸 편집위원장 등으로 승진 및 활동하였다.

#### 월북 이후
1948년 1월 6일, 미 군정의 탄압을 피해 평양으로 월북하였으며 1948년 8월 4일, 조선민주주의인민공화국 최고인민회의 제1기 대의원 1948년 9월 9일, 북조선 정권 수립 후 로동당 비서와 초대 사법상 겸 내각호위실 차장, 노동성 부상을 거쳐 국가 검열상을 역임했고 1949년 6월 24일, 북조선로동당과 남조선로동당의 통합 때에는 통합 조선로동당 중앙위원회 중앙위원 겸 동당 제2비서가 되었다. 1950년 6.25 동란(한국 전쟁)이 있던 중에는 김일성 당시 조선민주주의인민공화국 수상 등을 따라 남하하여 1950년 6월 28일 서울 임시 인민위원회 위원장에 선임되었다. 이후 조선민주주의인민공화국 인민위원회 예하 서울시장이 되어 조선민주주의인민공화국 조선로동당 서울시 임시 인민위원회 위원장 겸 김두봉 시대 조선민주주의인민공화국 인민 정부 서울시장 등으로 재직했다. 조선민주주의인민공화국 서울 임시 인민위원회 위원장으로 조선민주주의인민공화국 인민위원회 서울시 시장 직책에 있었던 그는 당시 미처 전란을 피하지 못하고 서울에 남아있던 민족 진영 관련 인사인 김규식, 안재홍, 정인보, 방응모, 김용무 등의 납치를 지도했다. 또한 조봉암 등을 변절자로 규정하여 처벌한다는 벽보를 붙이기도 했다. 이후 조선민주주의인민공화국 정부 김두봉 국가원수 시대 임시 서울 인민위원회가 함락되자 조선민주주의인민공화국 인민군 패잔병들을 규합해 1950년 9월 27일, 서울을 떠날 때까지 경인 지구 전투에서 지연전과 유격전을 수행하여 조선민주주의인민공화국 김두봉 시대 인민 정부의 수상이었던 김일성에 의해 공화국 영웅으로 서훈을 칭송받았다.

#### 조선민주주의인민공화국 평양에서의 뼈저린 말로와 애끓는 최후
1952년 2월 29일, 조선민주주의인민공화국 인민 정부 국가검열성 국가검열상(겸 인민대표검열위원장)으로 임명되었으나 8개월 후(1952년 10월 5일)에 유격대 양성 기관인 평양 금강정치학원이 조선민주주의인민공화국 인민 정부 전복을 도모해야겠다고 선동 및 교사하였다는 혐의로 인하여 체포된 후, 다음 해(1953년 3월 5일)에 반당종파분자 선동 교사 행위와 미국 간첩 관련 혐의를 받았다. 결국 국가검열성 국가검열상(겸 인민대표검열위원장)이라는 직책이 정지되면서 홍기황·김광협(둘은 당시 역대 조선민주주의인민공화국 인민 정부 국가검열성 부상)이 조선민주주의인민공화국 인민 정부 국가검열성 국가검열상 직무대리 수행을 하게 되었으며 리승엽 당시 조선민주주의인민공화국 인민 정부 국가검열성 국가검열상 또한 그로부터 결국 5개월 후(1953년 8월 3일)에는 직무정지된 국가검열성 국가검열상(겸 인민대표검열위원장)에서 전격적으로 파면(해임)되었고, 김원봉(후임 조선민주주의인민공화국 국가검열성 국가검열상 겸 인민대표검열위원장)한테 직을 빼앗겼다.
박헌영(조선민주주의인민공화국 외무성 외무장관 역임)의 열렬한 후원 하에 그는 1951년 당시에 조선민주주의인민공화국 인민 정부 조선로동당 비서가 되었으나, 남로당계를 제거하려던 김일성의 견제를 받아오다가 평양 금강정치학원 사건이 결국 결정적 빌미가 되어 조선민주주의인민공화국 인민 정부의 모든 직에서 전격 해임되었고 1953년 8월 3일, 반당종파행위 관련 혐의 등으로 인하여 재판에 회부되었다(박헌영 리승엽 간첩 사건).
1956년(또는 1954년) 7월 30일 총살형 집행으로써 사형(조선민주주의인민공화국 평양 중앙인민형무소 사형장 장내에서 처형)된 것으로 추정되는 대목도 있지만, 1953년 8월 6일 당시 조선민주주의인민공화국 수도 평양의 검사였던 남파 조선민주주의인민공화국 공작원 출신의 비전향 장기수 김탁 전직 조선민주주의인민공화국 인민 검사는 1998년 6월 30일 회고하기를 리승엽(전직 조선민주주의인민공화국 로동당 비서)이 리강국(전직 조선민주주의인민공화국 외무성 차석부상)과 함께 1955년 12월 1일 당시에 열린 박헌영 재판에 증인으로 출두하여 박헌영(전직 조선민주주의인민공화국 외무성 외무장관)에게 가차없이 불리한 증언을 했다고 기억하고 있어 결국 이로 인하여, 사망 시기는 분명치 않다.

## 사후
공산주의 성향이 역력했던 그는 1941년 1월 당시에 야마토주쿠를 가입하고 식량배급조합 이사장 직위를 지낸 적이 있었기 때문에 친일 활동을 하였다는 비판을 받고 있다.

## 리승엽을 연기한 배우

### TV 드라마
- 박인환 - 1981년 (제1공화국) MBC 드라마
- 박승규 - 2006년 (서울 1945) KBS2 드라마

## 같이 보기
- 남조선노동당
- 박헌영
- 김삼룡
- 김일성
- 이주하
- 이현상
- 인정식
- 김단야
- 리강국
- 임화
- 허가이

## 참고자료
- 반민족문제연구소 (1994년 3월 1일). 〈이승엽 - 전향과 변신의 길 (정창현)〉. 《청산하지 못한 역사 3》. 서울: 청년사. ISBN 978-89-7278-314-5.
- 임경석, 《이정 박헌영 일대기》(역사비평사, 2004)